# Zodiak Media
Zodiak Media är en koncern som producerar och distribuerar TV-program, TV-format, radio, nya medier och film över hela världen. Koncernen är en del av den italienska De Agostini Group och Zodiak Media består av 45 produktionsbolag i 17 länder som inkluderar USA, Storbritannien, Frankrike, Italien, Spanien, Skandinavien och Ryssland. Koncernens högkvarter är baserat i London och Paris.
Under 2015 gick Zodiak ihop med Banijay och blev det största oberoende bolaget inom medieinnehåll och distribution som inte ägs av någon mediegrupp. Zodiak Media äger de svenska produktionsbolagen Jarowskij, Mastiff och YellowBird. Banijay äger Nordisk Film TV.